# Sabino
För andra betydelser, se Sabino (olika betydelser).

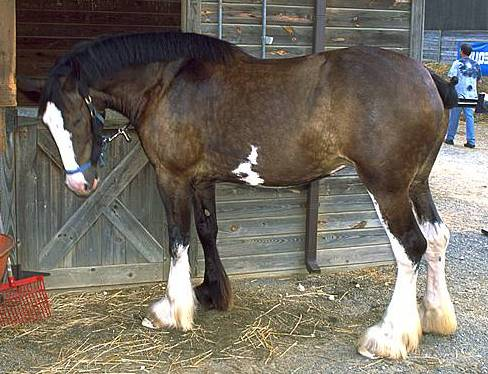
"Vanlig" sabino

Sabino är en specifik typ av färgen skäck, en skäck, med förhållandevis lite vitt på kroppen.
Den form av sabino som är lättast att känna igen är den som förekommer hos bland andra Clydesdale och Shirehäst. Den har höga vita strumpor med flikiga kanter, en eller flera bukfläckar av varierande storlek, stickelhår i pälsen - framför allt kring flankerna - samt en bred bläs med tillhörande vit underläpp.
Utbredningen av vitt kan vara så begränsad att den bara ger några vita strån under magen, en vit kronrand med en uppskjutande flik mot kotleden, en tunn bläs eller fläck på mulen och några få kvadratcentimeter vitt på underläppen.
En annan variant av Sabino (sabino2) har en mycket större utbredning av vitt än de andra formerna. Den har vita ben och en utbredning av vitt som sträcker sig nedifrån och uppåt, ibland ända upp till ryggraden och mankammen. Sabino1 kan ge helvita hästar.
Denna form ger en färg som till det yttre är relativt lik konstantskimmel eller en delvis blekt skimmel, men en häst med denna sabinoform har samma färg i ansiktet och på benen, som på resten av kroppen, om inte till och med ljusare. En skimmel får blekare hår med tiden, men det får inte sabinon.

## Genetik
Sabino är en ännu outforskad teckning, men mycket tyder på att det inte rör sig om en gen, utan ett flertal.
Sabino1 är den första formen av sabino som är kartlagd och kunnat DNA-verifieras, och den har fått sin sifferbeteckning på grund av att man antar att det finns fler, och att dessa kan existera parallellt med varandra.
En häst som är heterozygot för sabino1 (Sb1sb1), ser ut att vara vit i grunden med färg utbredd från ryggraden och nedåt längs sidorna. Även de färgade områdena är uppblandade med stickelhår - mer och mer ju längre ut från ryggraden man kommer.
En homozygot sabino1 (Sb1Sb1) är helvit med bruna ögon. Denna teckning kallas på engelska "maximum expressed sabino" eller "sabino white", dvs maximalt utbredd sabino eller sabinovit.
Det är troligen sabinovita hästar som ligger bakom den relativt utbredda idén om en gen för dominant vit färg.